# Schilderboeck

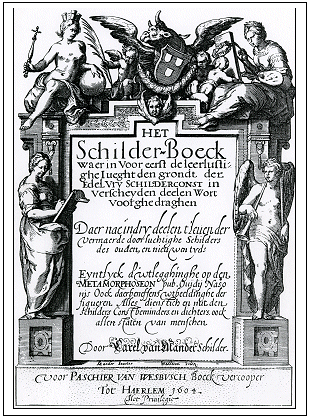
Schilder-boeck

Het Schilder-Boeck ou Schilderboek é um livro escrito pelo escritor e pintor flamengo Karel van Mander, publicado pela primeira vez em 1604 em Haarlem, na República Holandesa, onde van Mander residia. Seu título é comumente traduzido para o inglês como The Book of Painters ou O Livro dos Pintores.
O Het Schilder-Boeck é composto de seis partes e é considerado uma das principais fontes sobre a história da arte e a teoria da arte nos Países Baixos dos séculos XV e XVI.
O livro começa com os fundamentos da arte da pintura. Esse livro introdutório tem quatorze capítulos sobre teoria da arte, listando temas como paisagens, animais, cortinas e arranjos de temas.

## Pintores da Antiguidade
Após, são apresentadas as biografias de pintores da Antiguidade, lista quase inteiramente baseada na Naturalis Historia de Plínio.
| - Agatarco - Antífilo - Apeles - Apolodoro - Aristides de Tebas - Equionte - Eufránor - Eupompus - Nicómaco de Tebas | - Pamphilus - Parrhasius - Pausias - Poliido - Polignoto - Protógenes - Timarete - Zêuxis |

## Lista de Pintores Italianos Modernos à Época[3]
| - Cimabue - Andrea Tafi - Gaddo Gaddi - Margaritone - Giotto, com Puccio Capanna - Stefano di Giovanni e Ugolino di Nerio - Pietro Lorenzetti (Pietro Laurati) - Buonamico Buffalmacco - Ambrogio Lorenzetti (Ambruogio Laurati) - Pietro Cavallini - Simone Martini com Lippo Memmi - Taddeo Gaddi - Andrea Orcagna (Andrea di Cione) - Tommaso Fiorentino - Lippo - Masaccio - Leon Battista Alberti - Antonello da Messina - Domenico Ghirlandaio - Antonio del Pollaiuolo - Sandro Botticelli - Andrea del Verrocchio - Andrea Mantegna - Filippino Lippi - Francesco Francia - Pietro Perugino - Luca Signorelli - Leonardo da Vinci - Giorgione da Castelfranco - Antonio da Correggio - Raffaellino del Garbo - Baldassare Peruzzi - Pellegrino da Modena (Pellegrino Aretusi) - Andrea del Sarto | - Giovanni Antonio Licino - Polidoro da Caravaggio e Maturino da Firenze (Maturino Fiorentino) - Bartolommeo Ramenghi (Bartolomeo Da Bagnacavallo) - Franciabigio - Francesco Mazzola - Jacopo Palma (Il Palma) - Lorenzo Lotto - Giulio Romano - Sebastiano del Piombo (Sebastiano Viniziano) - Perino Del Vaga - Giovann'Antonio Lappoli - Baccio Bandinelli - Jacopo da Pontormo - Giovanni da Udine - Francesco Rustichi - Francesco detto de' Salviati - Daniello Ricciarelli da Volterra - Taddeo Zucchero - Michelangelo Buonarroti (Michelangelo) - Francesco Primaticcio - Ticiano - Tintoretto - Paulo Caliary, aluno de Giovanni Francesco Caroto - Jacopo Bassano - Giorgio Vasari - Frederick Zucchero - Frederick Barozio - Lorenzo Lotto - Giuseppe Cesari - Outros: Annibale Carracci (Caratz), Caravaggio - Pintores que Mander conheceu na Itália: Girolamo Siciolante da Sermoneta, Antonio Tempesta, Ventura Salimbeni, Marco Pino, Andrea Boscoli |

## Lista de Pintores Alemães e Flamengos Modernos à Época[4]
| - Jan and Hubert van Eyck - Hugo van der Goes - Albert van Ouwater e Albert Simonsz - Geertgen tot Sint Jans - Dirk Bouts - Rogier van der Weyden - Jacob Cornelisz - Albrecht Dürer - Cornelis Engebrechtsz - Bernard van Orley - Lucas van Leyden - Ian den Hollander - Quentin Matsys - Hieronymus Bosch - Cornelis Cornelisz Kunst - Lucas Cornelisz de Kock - Jan Joest van Calcar - Pieter van Aelst - Joachim Patinir - Herri met de Bles - Lucas Gassel van Helmont - Lambert Lombard - Hans Holbein the Younger - Jan Cornelisz Vermeyen - Jan Mabuse - Augustijn Ioorisz - Joos van Cleve - Aldegraef - Swart Jan - Frans Minnebroer com Frans Verbeeck, Vincent Geldersman, Hans Hoogenbergh, Frans Crabbe, Claes Roegier, Hans Kaynoot den dooven, Cornelis Enghelrams, Marcus Willems, e Iaques de Poindre, e Gregorius Beerings - Jan Mostaert - Adriaen de Weerdt | - Hendrick e Marten van Cleef - Anthonis Mor - Jacob de Backer - Matthys Cock e Hieronymus Cock - Willem Key - Pieter Brueghel, o Velho - Jan van Scorel - Aertgen van Leyden - Joachim Beuckelaer - Frans Floris - Pieter Aertsen - Maarten van Heemskerck - Richard Aertsz - Hubert Goltz - Pieter Vlerick van Cortrijck e Carel van Yper - Anthonie van Montfoort - Lucas de Heere - Jacques Grimmaer - Cornelis Molenaer - Pieter Balten - Joos van Liere - Pieter Pourbus e Frans Pourbus, o Velho com Frans Pourbus, o Jovem - Marcus Gheeraerts the Elder - Christoffel Swarts - Michael Coxcie - Dirck Barendsz - Lucas e Marten van Valckenborgh - Hans Bol - Frans e Gillis Mostart com Jan Mandijn - Marinus van Reymerswaele - Hendrik van Steenwijk I - Bernaert de Rijcke - Gielis Coignet - Joris Hoefnagel - Aert Mijtens - Joos van Winghen - Marten de Vos |

## Outros Pintores
| - Hans Vredeman de Vries - Stradanus - Gillis van Coninxloo - Bartholomeus Spranger - Cornelis Ketel - Gualdrop Gortzius - Michiel Jansz van Mierevelt - Hendrick Goltzius - Hendrick Cornelisz Vroom - Jan Soens - Hans von Aachen - Peter Candid - Paul Bril e Matthijs Bril - Cornelis van Haarlem, com Gerrit Pietersz Sweelink - Jacob de Gheyn II - Otto van Veen, Jan Snellinck, Tobias Verhaecht, Adam van Noort, Hendrick van Balen, Sebastian Vrancx, Joos de Momper - Hans Rottenhammer, Hans Donauer, Adam Elsheimer, Lodewijk Toeput | - Joachim Wtewael - Abraham Bloemaert - Pieter Cornelisz van Rijck - Francesco Badens - David Vinckboons - Cornelis Floris de Vriendt, Paulus Moreelse, Michiel Jansz van Mierevelt, Frans de Grebber, Jacob Savery, Cornelis Claesz van Wieringen, Barend e Paulus van Someren, Cornelis van der Voort, Everard Crynsz van der Maes, Jan Antonisz. van Ravesteyn, Aart Jansz Druyvesteyn, Jacques de Mosscher, Thonis Ariaensz (Alkmaar), Claes Jacobsz van der Heck (Alkmaar), Pieter Gerritsz Montfoort (Delft), Pieter Diericksen Cluyt (Delft) - Joan Ariaensz van Leiden, e Hubert Tons van Rotterdam |